# Абриэль, Фабрис
Фабри́с Абриэ́ль (фр. Fabrice Abriel; род. 6 июля 1979[…], Сюрен) — французский футболист, полузащитник.

## Клубная карьера

### «Пари Сен-Жермен»
Фабрис Абриэль — воспитанник клуба «Пари Сен-Жермен». Дебютировал в Лиге 1 16 января 2000 года в матче против «Бордо».
Этот матч остался для полузащитника единственным в чемпионате. В следующем сезоне он также вышел на поле в 1 матче Лиги 1.
Вторую половину сезона 2000/01 Абриэль провёл в швейцарском «Серветте» на правах аренды. За швейцарскую команду полузащитник сыграл 2 матча в чемпионате страны. Следующий сезон Фабрис Абриэль начал в парижской команде, сыграв за ПСЖ 1 матч в Кубке Интертото до того, как 6 июля 2001 года отправился в аренду в клуб Лиги 2 «Амьен».

### «Амьен»
Полузащитник провёл первый матч за «Амьен» 28 июля 2001 года (против «Бове»). 8 сентября 2001 года забил первый гол в профессиональной карьере (в ворота «Сент-Этьена»). По окончании сезона «Амьен» выкупил трансфер футболиста. С учётом игр Кубка Франции и Кубка Лиги Фабрис Абриэль сыграл за команду до окончания сезона 2003/04 130 матчей и забил 16 голов.

### «Генгам»
В августе 2004 года полузащитник стал игроком «Генгама». Впервые сыграл за новый клуб 3 сентября 2004 года в матче Лиги 2 с «Дижоном». Первый гол за «Генгам» забил 8 апреля 2005 года в ворота «Клермона». В общей сложности Абриэль выступал за «Генгам» 2 сезона и забил в различных турнирах 8 голов в 78 проведённых матчах.

### «Лорьян»
С 2006 по 2009 год полузащитник выступал за «Лорьян». Дебютировал в команде в победном выездном матче против ПСЖ 5 августа 2006 года, а 27 января 2007 года забил гол в ворота Фабьена Бартеза из «Нанта», оказавшийся для полузащитника единственным в сезоне. Всего за 3 сезона в стане «мерлузовых» Фабрис Абриэль сыграл 111 матчей в Лиге 1, причём в сезонах 2006/07 и 2007/08 он играл во всех матчах чемпионата без замен.

### «Марсель»
8 августа 2009 года полузащитник сыграл первый матч за марсельский «Олимпик». 17 октября того же года поразил ворота Дамьяна Грегорини из «Нанси», забив свой первый гол за «южан». 3 ноября 2009 года Абриэль отличился и в матче Лиги чемпионов, поучаствовав в разгроме «Цюриха» посредством двух удачно исполненных штрафных, с одного из которых полузащитник забил гол прямым ударом, а второй трансформировал в автогол игрок швейцарской команды Сильван Эгертер.
За 2 проведённых в «Марселе» сезона Фабрис Абриэль сыграл 54 матча в высшем дивизионе, дважды выигрывал Кубок лиги, а в сезоне 2009/10 стал чемпионом Франции. Летом 2011 года полузащитник перешёл в «Ниццу».

### «Ницца»
За клуб с Лазурного Берега Фабрис Абриэль впервые сыграл в матче чемпионата с «Эвианом» 14 августа 2011 года. Полузащитник вышел на игру в стартовом составе, а во втором тайме был заменён на Давида Эллебюика. Первый гол Абриэля за «Ниццу» был забит в ворота марсельского «Олимпика» 11 ноября 2012 года и принёс команде ничью в матче.

## Достижения
Командные
«Пари Сен-Жермен»
- Вице-чемпион Франции: 1999/00
- Победитель Кубка Интертото: 2001

«Олимпик» (Марсель)
- Чемпион Франции: 2009/10
- Вице-чемпион Франции: 2010/11
- Обладатель Кубка лиги (2): 2009/10, 2010/11

Личные
- Игрок месяца в Лиге 1: ноябрь 2009[18]

## Статистика
| Клуб               | Сезон   | Национальный чемпионат | Национальный чемпионат | Национальный чемпионат | Национальные кубки | Национальные кубки | Континентальные кубки | Континентальные кубки | Всего | Всего |
| Клуб               | Сезон   | Лига                   | Игры                   | Голы                   | Игры               | Голы               | Игры                  | Голы                  | Игры  | Голы  |
| ------------------ | ------- | ---------------------- | ---------------------- | ---------------------- | ------------------ | ------------------ | --------------------- | --------------------- | ----- | ----- |
| Пари Сен-Жермен    | 1999/00 | Лига 1                 | 1                      | 0                      | 2                  | 0                  | 0                     | 0                     | 3     | 0     |
| Пари Сен-Жермен    | 2000/01 | Лига 1                 | 1                      | 0                      | 0                  | 0                  | 0                     | 0                     | 1     | 0     |
| Пари Сен-Жермен    | 2001/02 | Лига 1                 | 0                      | 0                      | 0                  | 0                  | 1                     | 0                     | 1     | 0     |
| Всего за ПСЖ       |         |                        | 2                      | 0                      | 2                  | 0                  | 1                     | 0                     | 5     | 0     |
| Серветт            | 2000/01 | Суперлига              | 2                      | 0                      | 0                  | 0                  | 0                     | 0                     | 2     | 0     |
| Всего за «Серветт» |         |                        | 2                      | 0                      | 0                  | 0                  | 0                     | 0                     | 2     | 0     |
| Амьен              | 2001/02 | Лига 2                 | 37                     | 4                      | 6                  | 0                  | 0                     | 0                     | 43    | 4     |
| Амьен              | 2002/03 | Лига 2                 | 36                     | 3                      | 3                  | 0                  | 0                     | 0                     | 39    | 3     |
| Амьен              | 2003/04 | Лига 2                 | 37                     | 7                      | 6                  | 1                  | 0                     | 0                     | 43    | 8     |
| Амьен              | 2004/05 | Лига 2                 | 5                      | 1                      | 0                  | 0                  | 0                     | 0                     | 5     | 1     |
| Всего за «Амьен»   |         |                        | 115                    | 15                     | 15                 | 1                  | 0                     | 0                     | 130   | 16    |
| Генгам             | 2004/05 | Лига 2                 | 31                     | 3                      | 5                  | 0                  | 0                     | 0                     | 36    | 3     |
| Генгам             | 2005/06 | Лига 2                 | 38                     | 5                      | 4                  | 0                  | 0                     | 0                     | 42    | 5     |
| Всего за «Генгам»  |         |                        | 69                     | 8                      | 9                  | 0                  | 0                     | 0                     | 78    | 8     |
| Лорьян             | 2006/07 | Лига 1                 | 38                     | 1                      | 2                  | 0                  | 0                     | 0                     | 40    | 1     |
| Лорьян             | 2007/08 | Лига 1                 | 38                     | 2                      | 3                  | 2                  | 0                     | 0                     | 41    | 4     |
| Лорьян             | 2008/09 | Лига 1                 | 35                     | 7                      | 4                  | 0                  | 0                     | 0                     | 39    | 7     |
| Всего за «Лорьян»  |         |                        | 111                    | 10                     | 9                  | 2                  | 0                     | 0                     | 120   | 12    |
| Марсель            | 2009/10 | Лига 1                 | 32                     | 1                      | 6                  | 0                  | 9                     | 1                     | 47    | 1     |
| Марсель            | 2010/11 | Лига 1                 | 22                     | 0                      | 4                  | 0                  | 3                     | 0                     | 29    | 0     |
| Всего за «Марсель» |         |                        | 54                     | 1                      | 10                 | 0                  | 12                    | 0                     | 76    | 1     |
| Ницца              | 2011/12 | Лига 1                 | 27                     | 0                      | 6                  | 0                  | 0                     | 0                     | 33    | 0     |
| Ницца              | 2012/13 | Лига 1                 | 18                     | 1                      | 4                  | 0                  | 0                     | 0                     | 22    | 1     |
| Всего за «Ниццу»   |         |                        | 45                     | 1                      | 10                 | 0                  | 0                     | 0                     | 55    | 1     |
| Всего              |         |                        | 398                    | 35                     | 55                 | 3                  | 13                    | 0                     | 466   | 38    |